# Usolje
Usolje (rusky Усолье) je město v Permském kraji v Ruské federaci. Při sčítání lidu v roce 2010 mělo bezmála šest tisíc obyvatel.

## Poloha a doprava
Usolje leží na západním okraji Středního Uralu na pravém, západním břehu Kamské přehradní nádrže na řece Kamě  naproti městu Berezniki. Od Permu, správního střediska oblasti, je vzdáleno přibližně 190 kilometrů severně.

## Dějiny
Obec vznikla v roce 1606 u solivaru pod jménem Novoje Usolje (doslova „nový solivar“). Do konce 18. století je držela rodina  Stroganovovů a do konce 19. století se jednalo o středisko výroby soli v podhůří Uralu (potom jej v této roli nahradily Berezniki a Solikamsk).
Městem se Usolje sice stalo už v roce 1918, ale v roce 1932 bylo začleněno do Bereznik. Samostatným městem se stalo znovu v roce 1940, kdy bylo zároveň přejmenováno stejnojmenné město na Sibiři na Usolje-Sibirskoje, aby nedocházelo k záměnám.
V roce 1958 byla při napouštění Kamské přehradní nádrže část města zatopena.

### Rodáci
- Andrej Nikiforovič Voronichin (1759–1814), architekt a malíř